# El Piedrón
El Piedrón är en ort i Mexiko.   Den ligger i kommunen Chilón och delstaten Chiapas, i den sydöstra delen av landet, 800 km öster om huvudstaden Mexico City. El Piedrón ligger 542 meter över havet och antalet invånare är 459.
Terrängen runt El Piedrón är huvudsakligen kuperad, men åt nordost är den platt. Runt El Piedrón är det glesbefolkat, med 17 invånare per kvadratkilometer. Närmaste större samhälle är Cristóbal Colón, 13,3 km öster om El Piedrón. I omgivningarna runt El Piedrón växer i huvudsak städsegrön lövskog.